# Prasocuris junci
Prasocuris junci là một loài bọ cánh cứng trong họ Chrysomelidae. Loài này được Brahm miêu tả khoa học năm 1790.